# Татнефть Арена
Ледо́вый дворе́ц спо́рта «Татне́фть Аре́на» (тат. «Татнефть Арена» боз спорт сарае) — многофункциональный спортивно-концертный комплекс в Казани. Домашняя арена хоккейного клуба «Ак Барс» КХЛ.

## История
Открыт 29 августа 2005 года под названием «ЛДС—1000» во время празднования 1000-летия Казани. В этот день на арене выступала рок-группа «Scorpions».
На ледовой арене с 26 декабря 2005 года проводит свои домашние матчи казанский хоккейный клуб «Ак Барс».
С 21 февраля по 3 марта 2024 года на льду арены прошло мероприятие «Игры будущего».

## Назначение

Вид «Татнефть Арены» изнутри перед матчем КХЛ.

На арене проводятся мероприятия различного характера и масштаба: концерты, соревнования по ледовым видам спорта, а также авторский проект Бои по правилам TNA (проводятся с 2007 года).

## Характеристики
- Вместимость: Вместимость — 8900 человек на хоккейном матче и 10 400 на концерте.
- Стоимость: 35 млн евро.
- Общая площадь 30 000 м².
- Общий строительный объём 250 000 м³.